# 李致远
李致远（1907年—1978年），江西于都人，中国人民解放军将领、中国人民解放军开国少将。
曾任中国人民志愿军68军副政委。1955年，授予中国人民解放军少将。